# Danh sách máy bay cỡ lớn

So sánh kích thước của 4 máy bay lớn nhất. Bấm vào để xem ảnh lớn hơn.

Đây là danh sách về những máy bay lớn nhất.

## Cánh cố định

#### Dân sự
| Máy bay                         | Chuyến bay đầu tiên | Ghi chú                                                                                     |
| ------------------------------- | ------------------- | ------------------------------------------------------------------------------------------- |
| Aero Spacelines Super Guppy     | 31 tháng 8 1965     | Máy bay vận tải cơ bản dựa trên Boeing 377                                                  |
| Airbus A330-300                 | 2 tháng 11 1992     |                                                                                             |
| Airbus A340-600                 | 25 tháng 10 1991    | Máy bay chở khách lớn nhất thế giới                                                         |
| Airbus Beluga                   | 13 tháng 9 1994     | Mẫu thay thế Super Guppy của Airbus. Dựa trên A300-600                                      |
| Airbus A380                     | 27 tháng 4 2005     | Máy bay chở khách sức chứa lớn                                                              |
| Antonov An-70                   | 16 tháng 12 1994    | Máy bay vận tải lớn đầu tiên sử dụng động cơ phản lực cánh quạt                             |
| Antonov An-124                  | 1982                | Máy bay lớn nhất được sản xuất hàng loạt trên thế giới                                      |
| Antonov An-225                  | 21 tháng 12 1988    | Máy bay lớn nhất thế giới về trọng lượng cất cánh tối đa, tải trọng và chiều dài            |
| Antonov An-22                   | 27 tháng 2 1965     | Máy bay động cơ phản lực cánh quạt lớn nhất thế giới                                        |
| Boeing 314 Clipper              | 7 tháng 6 1938      | Một trong những máy bay đổ bộ mặt nước lớn nhất                                             |
| Boeing 377 Stratocruiser        | 8 tháng 7 1947      | Máy bay dân dụng động cơ cánh quạt cỡ lớn dựa trên máy bay ném bom B-50                     |
| Boeing 747                      | 9 tháng 2 1969      | Máy bay dân dụng phản lớn nhất trong 35 năm                                                 |
| Boeing 747 LCF                  | 9 tháng 9 2006      | Thể tích lớn cho vận chuyển 787 khối hàng (65.000 feet³)                                    |
| Boeing 767                      | 26 tháng 9 1981     |                                                                                             |
| Boeing 777                      | 12 tháng 6 1994     | Máy bay dân dụng đầu tiên được thiết kế chỉ sử dụng CAD Máy bay 2 động cơ lớn nhất thế giới |
| Boeing Shuttle Carrier Aircraft | 1976                | Bắt nguồn từ 747, sử dụng để vận chuyển Tàu con thoi                                        |
| Bristol Brabazon                | 4 tháng 9 1949      | Máy bay dân dụng cỡ lớn, kích thước cớ thể sánh được với Boeing 747                         |
| Ilyushin IL-86                  | 22 tháng 12 1976    | Máy bay cỡ lớn đầu tiên được sản xuất tại Liên Xô                                           |
| Ilyushin Il-96                  | 28 tháng 9 1988     |                                                                                             |
| Junkers G.38                    | 1929                |                                                                                             |
| Lockheed L-1011 Tristar         | 16 tháng 11 1970    |                                                                                             |
| McDonnell Douglas DC-10         | 29 tháng 8 1970     |                                                                                             |
| Saunders-Roe Princess           | 22 tháng 8 1952     | Một trong những máy bay đổ bộ mặt nước lớn nhất từng được chế tạo                           |
| Tupolev Tu-114                  | 15 tháng 11 1957    | Máy bay chở khách bắt nguồn từ máy bay ném bom Tu-95                                        |

#### Quân sự
| Máy bay                       | Chuyến bay đầu tiên | Ghi chú |
| ----------------------------- | ------------------- | --- |
| Blohm + Voss BV 222           | 7 tháng 9 1940      | |
| Blohm + Voss BV 238 (1944)-   | 11 tháng 3 1944     | Máy bay nặng nhất trong Chiến tranh Thế giới II, và về mặt vật lý là máy bay lớn nhất được sản xuất bởi khối Trục trong thế chiến II |
| Boeing B-29 Superfortress     | 21 tháng 9 1942     | Một trong những máy bay lớn nhất được sử dụng trong Chiến tranh Thế giới II                                                          |
| Boeing B-52 Stratofortress    | 15 tháng 4 1952     | Máy bay ném bom chiến lược sử dụng trong hơn 50 năm                                                                                  |
| Boeing C-17 Globemaster III   | 15 tháng 9 1991     | |
| Boeing E-6 Mercury            | tháng 2 1987        | Máy bay quân sự phát triển từ Boeing 707 sử dụng trong liên lạc                                                                      |
| CANT Z.511                    | tháng 10 1940       | |
| Convair B-36 Peacemaker       | 8 tháng 8 1946      | Máy bay ném bom chiến lược liên lục địa đầu tiên                                                                                     |
| Convair XC-99                 | 23 tháng 11 1947    | Phát triển từ B-36, máy bay vận tải động cơ piston lớn nhất từng được chế tạo                                                        |
| Dornier Do X                  | 12 tháng 7 1929     | Từng là máy bay đổ bộ mặt nước lớn nhất trên thế giới khi nó bay lần đầu tiên                                                        |
| Douglas C-124                 | 27 tháng 11 1949    | |
| Douglas C-133 Cargomaster     | 1956                | |
| Handley Page V/1500           | 1918                | Máy bay ném bom cỡ lớn vào cuối chiến tranh thế giới II                                                                              |
| Kawanishi H8K                 | tháng 1 1941        | Máy bay lớn nhất trong thế chiến II được Nhật chế tạo                                                                                |
| Lockheed C-130 Hercules       | 23 tháng 8 1954     | |
| Lockheed C-141 Starlifter     | 1963                | Được sử dụng để thay thế máy bay động cơ piston như C-124                                                                            |
| Lockheed C-5 Galaxy           | 30 tháng 6 1968     | Máy bay vận tải quân sự lớn nhất của Hoa Kỳ và là một trong những máy bay quân sự lớn nhất trên thế giới                             |
| Lockheed R6V Constitution     | 9 tháng 11 1946     | Máy bay cánh cố định lớn nhất trong Hải quân Hoa Kỳ                                                                                  |
| Lockheed SR-71 Blackbird      | 22 tháng 12 1964    | |
| McDonnell Douglas KC-10       | 1981                | Dựa trên mẫu DC-10 |
| Martin JRM Mars               | 1941                | Máy bay đổ bộ mặt nước lớn nhất được sản xuất                                                                                        |
| Messerschmitt Me 323 "Gigant" | 1941                | Máy bay chở hàng lớn nhất trong Thế chiến II                                                                                         |
| Myasishchev VM-T              |                     | Dựa trên M-4, có thể so sánh với các máy bay vận tải Shuttle Carrier Aircraft và Guppy/Beluga                                        |
| Northrop B-2 Spirit           | 17 tháng 7 1989     | Máy bay ném bom tàng hình chiến lược cỡ lớn                                                                                          |
| Northrop YB-35                | tháng 6 1946        | Máy bay ném bom đầu tiên sử dụng khái niệm "cánh bay"                                                                                |
| Northrop YB-49                | 21 tháng 10 1948    | Phiên bản động cơ phản lực của YB-35                                                                                                 |
| Tupolev ANT-20 "Maxim Gorky"  | 1934                | Một trong những máy bay lớn nhất thế giới trong thập niên 1930, sử dụng như một máy bay tuyên truyền của Liên Xô                     |
| Tupolev Tu-95                 | 12 tháng 11 1952    | Máy bay ném bom chiến lược hoạt động lâu nhất của Liên Xô/Nga                                                                        |
| Tupolev Tu-160                | 18 tháng 12 1981    | Máy bay chiến đấu nặng nhất từng được chế tạo                                                                                        |
| Zeppelin Staaken R.VI         | 1917                | Máy bay lớn nhất hoạt động trong các phi đội thông thường trong Chiến tranh thế giới I                                               |

#### Thí nghiệm/Dự định
| Máy bay                            | Chuyến bay đầu tiên | Ghi chú |
| ---------------------------------- | ------------------- | --- |
| Beriev Be-2500                     | 1980                | Sẽ trở thành máy bay lớn nhất nếu được chế tạo, phát triển vào thập niên 1980                                    |
| Boeing XB-15                       | 15 tháng 10 1937    | Tên riêng là "Old Grandpappy", thiết kế cánh được sử dụng trên máy bay đổ bộ mặt nước Boeing 314 Clipper         |
| Boeing 747-8                       |                     | Công bố vào 2005 như một mẫu phát triển từ 747-400 dùng công nghệ từ 787. Là máy bay chở khách dài nhất thế giới |
| Boeing Pelican                     |                     | Chỉ là khái niệm                                                                                                 |
| Caproni Ca.60                      | 4 tháng 3 1921      | Nổi bật với cánh 3 tầng, bị phá hủy trong chuyến bay đầu tiên                                                    |
| Douglas XB-19                      | 27 tháng 6 1941     | |
| Hughes H-4 Hercules "Spruce Goose" | 2 tháng 11 1947     | Máy bay đổ bộ mặt nước lớn nhất thế giới, và có sải cánh lớn nhất                                                |
| Junkers Ju 488                     | 1944                | Máy bay ném bom hạng nặng được đề xuất, chưa bao giờ bay                                                         |
| Junkers Ju 390                     | 20 tháng 10 1943    | Đã được lựa chọn và phát triển thêm như Amerika Bomber                                                           |
| Nakajima G10N1 "Fugaku             | 1943                | Máy bay ném bom tầm xa được đề xuất, chưa bao giờ bay                                                            |
| North American XB-70               | 21 tháng 9 1964     | Máy bay ném bom thử nghiệm có tốc độ gấp 3 tốc độ âm thanh                                                       |
| Reaction Engines Limited Skylon    |                     | Khái niệm về phi thuyền hydro                                                                                    |
| A2 plane                           |                     | Khái niệm về máy bay hành khách hy-đrô siêu thanh đối cực                                                        |

^  Trong những thiết kế chưa bao giờ bay, nó được thay bằng năm thiết kế hoặc quan niệm được sử dụng để thay thế

## Trực thăng và máy bay cánh quay
| Tên gọi                         | Chuyến bay đầu tiên | Ghi chú                                              |
| ------------------------------- | ------------------- | ---------------------------------------------------- |
| CH-47 Chinook                   | 21 tháng 9 1961     | Trực thăng hạng nặng sản xuất hàng loạt              |
| Fairey Rotodyne                 | 6 tháng 11 1957     | Máy bay lên thẳng tiên tiến, chỉ là nguyên mẫu       |
| Hughes H-17 Sky Crane           | 1952                | Trực thăng hạng nặng với cánh quạt lớn nhất          |
| Mil Mi-6                        | tháng 7 1957        | Trực thăng hạng nặng sản xuất hàng loạt              |
| Mil Mi-12                       | 10 tháng 7 1968     | Trực thăng lớn nhất từng được chế tạo                |
| Mil Mi-26                       | 14 tháng 12 1977    | Trực thăng nặng nhất và mạnh nhất                    |
| Sikorsky-Ericcson S-64 Skycrane | 9 tháng 5 1962      | "Cần trục" hạng nặng                                 |
| Sikorsky CH-53E Super Stallion  | 1981                | Trực thăng lớn nhất từng hoạt động trong quân đội Mỹ |
| Westland Westminster            | 15 tháng 6 1958     | Nguyên mẫu trực thăng hạng nặng của Anh              |

## Khí cầu điều khiển
- HM Airship R100
- HM Airship R101
- Goodyear-Zeppelin USS Akron và USS Macon - Khí cầu thuộc Hải quân Mỹ vào thập niên 1930
- Luftschiffbau-Zeppelin LZ 129 Hindenburg và LZ130 Graf Zeppelin - Khí cầu bay lớn nhất từng bay trên không